# Sergej Milinković-Savić
Sergej Milinković-Savić (serbisk kyrilliska Сергеј Милинковић-Савић), född 27 februari 1995 i Lleida, Spanien, är en serbisk fotbollsspelare som spelar för den saudiska klubben Al-Hilal. Han representerar även Serbiens landslag.

## Klubbkarriär
Den 12 juli 2023 värvades Milinković-Savić av den saudiska klubben Al-Hilal, där han skrev på ett treårskontrakt.

## Landslagskarriär
I november 2022 blev Milinković-Savić uttagen i Serbiens trupp till VM 2022.

## Meriter
Klubb
Vojvodina
- Serbiska cupen 2013/2014

Lazio
- Coppa Italia: 2018/2019
- Supercoppa Italiana: 2017, 2019

Internationellt
Serbiens herrlandslag i fotboll U-18
- U19-Europamästerskapet i fotboll 2013

Serbiens herrlandslag i fotboll U-20
- U20-världsmästerskapet i fotboll 2015

Individuellt
- FIFA U-20 World Cup Bronze Ball: 2015
- Serie A Team of the Year: 2017/2018
- Serie A Best Midfielder: 2018/2019